# كاميلا كويروز
كاميلا كويروز (بالبرتغالية: Camila Queiroz‏) هي ممثلة وعارضة أزياء ولدت في 27 يونيو 1993 بمدينة ريبيراو بريتو  اشتهرت بدورها كملاك / أرليتي بريتو غوميز في مسلسل أسرار إينجل.

## سيرة
ولدت كاميلا تافاريس دي كيروز، الممثلة وعارضة الأزياء في ريبيراو بريتو، في ولاية ساو باولو. من عائلة متواضعة، والدتها تعمل مصففة شعر، وكان والدها نجارآ. كاميلا لديها شقيقتان: كارولين وميلينا كيروز؛

### 2007-2014: مهنة عرض الأزياء
استطاعت كاميلا في وقت قياسي أن تصبح عارضة أزياء مشهورة في البرازيل وهذا في بسبب التحاقها بالوكالات الشهيرة بسن الرابعة عشرة بعد فوزها في مسابقة بيرنامبوكاناس فايسس في المرحلة الوطنية ووقعت عقدًا مع فورد موديلز.
في سن السادسة عشر، كانت تعيش في اليابان متعاقدة مع وكالة محلية.
في سن الثامنة عشر، انتقلت بعد ذلك إلى نيويورك حيث أصبحت الوجه الإعلاني لأشهر الماركات العالمية، حيث شاركت في حملات دولية مثل علامة التجارية أرماني اكسشانج.

### 2015 إلى الوقت الحاضر
كان مسلسل أسرار إنجيل، الذي حقق نجاحا باهرا وترجم إلى عدة لغات، من أوصلها إلى العالمية وهذا عام 2015 . حازت على سبع جوائز كأفضل ممثلة عن دورها بمسلسل أسرار أنجيل.
عندما كانت في الحادية والعشرين من عمرها، تمت دعوتها لإجراء اختبار تالينوفيلا بواسطة واليسير كاراسكو، أسرار إينجل . تم تصويرها كملاك / أرليت، وهي فتاة شابة ساذجة لها حلم أن تكون نموذجًا ثريًا وناجحًا، لكنها تنتهي بالعمل كعاهرة من الدرجة العالية. كونها لأول مرة في التمثيل، حصلت على الثناء من المشاهدين والنقاد على حد سواء وفازت بالعديد من الجوائز عن أدائها بصفتها بطل السلسلة.
في عام 2016، عادت للعمل مع الجلاد، «في هذا العالم الجيد!» ولعب دور الساذج مافالدا. حيث عاشت ميدان الحب مع كليبر توليدو وأندرسون دي ريززي وجوليان أرايجو. في عام 2017، لعبت دور البطولة في مسلسل فرصة حب، كوميديا رومانسية لكلوديا سوتو. 

## فيلموغرافيا
| العام | العنوان              | الدور                    |
| ----- | -------------------- | ------------------------ |
| 2015  | أسرار إينجل          | أرليت بريتو غوميز (ملاك) |
| 2016  | في هذا العالم الجيد! | مافالدا بيريرا توريس     |
| 2017  | حكاية روك            | لويزا غيماريش            |
| 2017  | فرصة حب              | لويزا غيماريش            |
| 2019  | صيف 90               | فانيسا دياس              |
| 2021  | أسرار إينجل 2        | أرليت بريتو غوميز (ملاك) |

## وصلة خارجية
- كاميلا كويروز على موقع IMDb (الإنجليزية)
- كاميلا كويروز على موقع ميوزك برينز (الإنجليزية)
- كاميلا كويروز على موقع قاعدة بيانات الفيلم (الإنجليزية)